# Krubera
Krubera je monotipski biljni rod iz porodice Apiaceae. Jedina vrsta je K. peregrina, jednogodišnja raslinja raširena od istočnog Mediterana, na zapad do Makaronezije. Na području Malte je nestala.
To je terofit koji naraste od 10 do 50 cm. visine; cvjetovi su bijeli.

## Sinonimi
- Timoron Raf.
- Ulospermum Link in Enum.
- Cachrys peregrina (L.) Spreng.
- Capnophyllum peregrinum (L.) Lange
- Tordylium peregrinum L.
- Cachrys dichotoma (Desf.) Spreng.
- Capnophyllum dichotomum (Desf.) Lag.
- Cicuta dichotoma (Desf.) Poir.
- Conium dichotomum Desf.
- Krubera leptophylla Hoffm.
- Timoron dichotomum (Desf.) Raf.
- Ulospermum dichotomum (Desf.) Link